# Katedra św. Antonina z Pamiers w Palencii
Katedra św. Antonina z Pamiers w Palencii (hiszp. Catedral de San Antolín de Palencia) – gotycka katedra wybudowana w Palencii w regionie Kastylii i Leonu, siedziba diecezji Palencii. 
Katedra jest pod wezwaniem św. Antonina z Pamiers, męczennika i patrona miasta Palencii. W katedrze przechowywane są relikwie świętego.
Dominującym stylem architektonicznym katedry jest gotyk, ale zachowały się także starsze elementy sztuki wizygockiej (krypta) i romańskiej oraz renesansowe, barokowe i neoklasyczne elementy dekoracyjne. Jej prosta i surowa fasada nie odzwierciedla wspaniałości wnętrza, z ponad dwudziestoma kaplicami o istotnej wartości artystycznej i historycznej. We wnętrzu znajdują się obrazy Pedra Berruguete i El Greca (Święty Sebastian), zaś autorem dwunastoczęściowej nastawy ołtarzowej jest Juan de Flandes.
Budowa gotyckiej katedry rozpoczęła się w XIV wieku i została ukończona w XVI wieku. Jej najstarszą częścią jest krypta św. Antonina z VII wieku.
Katedra mierzy 130 m długości i 50 szerokości nie licząc krużganka i kapitularza. Apsyda ma niecałe 43 m wysokości.